# Ahmose-Meritamon (XVII dinastía)
| iaH · ms | i | mn · n | mr | i | i | t |

| iaH · ms | i | mn · n | mr | i | i | t |

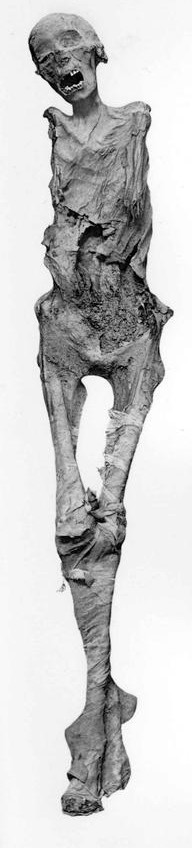
Momia de Ahmose-Meritamon, fotografiada en 1912.

Ahmose-Meritamon (“Nacida de la Luna, Amada de Amón") fue una princesa de la XVII Dinastía del Antiguo Egipto, probablemente hija del faraón Seqenenra Taa. Es también llamada Ahmose-Meritamun, Ahmose-Meryetamun o simplemente Meryetamun.
Su momia fue encontrada en el escondrijo de Deir el-Bahari (DB320) y se encuentra ahora en el Museo Egipcio de El Cairo. La mortaja cubriendo su cuerpo llevaba escritos su nombre y títulos como la hija real, la hermana real Meritamón. Gaston Maspero tuvo dudas sobre la identidad de la momia, pero Grafton Elliot Smith señala en su descripción de las momias reales que el método de momificación es compatible con el de inicios de la XVIII dinastía. El cuerpo es el de una mujer anciana de baja estatura. El examen de su momia muestra que sufrió una herida en la cabeza antes de la muerte que tiene las características de una herida producida por una caída hacia atrás. El cuerpo fue gravemente mutilado por los ladrones de tumbas, apareciendo con el vientre abierto y sin brazos.
No debe ser confundida con su sobrina Ahmose-Meritamón, que se convirtió en la esposa  de Amenhotep I.